# Lucy Gossage
Lucy Gossage née le 25 décembre 1979 à Nottingham au Royaume-Uni est une triathlète et duathlète britannique, double championne d'Europe de duathlon et multiple vainqueur sur triathlon Ironman.

## Biographie
Lucy Gossage fait des études de médecine à l'université de Cambridge et travaille pendant un temps dans la recherche sur le cancer. En 2005, elle fait son premier triathlon et décide de devenir triathlète professionnel en 2010. En avril 2012, elle  devient championne d'Europe de duathlon aux Pays-Bas et prend la cinquième place de l'Ironman 70.3 à Wiesbaden. Cette même année, elle passe sous la barre des neuf heures et entre dans le club restreint des triathlètes féminines dites: sub-nine sur distance Ironman, lors du Challenge Barcelone en Espagne. En 2013, elle défend avec succès son titre de championne d'Europe de duathlon et remporte une première victoire sur l'Ironman UK,  au Royaume-Uni. Elle renouvelle en 2015 ce succès et se qualifie pour le championnat du monde d'Ironman à Kailua-Kona. Elle y prend la 10e place du classement féminin.
En 2019, elle remporte la première édition du championnat du monde de triathlon XTri lors du Norseman Xtreme Triathlon.
En 2015, Lucy Gossage vit à Cambridge et fait partie de TFN Tri Club.

## Palmarès
Le tableau présente les résultats les plus significatifs (podium) obtenus sur le circuit national et international de triathlon et de duathlon depuis 2011,.
| Année | Compétition                    | Pays             | Position           | Temps            |
| ----- | ------------------------------ | ---------------- | ------------------ | ---------------- |
| 2019  | Championnat du monde de Xtri   | Norvège          | Médaille d'or      | 10 h 11 min 52 s |
| 2018  | Ironman 70.3 Lanzarote         | Espagne          | Médaille d'or      | 4 h 28 min 2 s   |
| 2018  | Ironman Lanzarote              | Espagne          | Médaille d'or      | 9 h 49 min 27 s  |
| 2018  | Ironman Royaume-Uni            | Royaume-Uni      | Médaille d'or      | 8 h 51 min 18 s  |
| 2018  | Ironman Pays-de-Galles         | Royaume-Uni      | Médaille d'or      | 9 h 52 min 37 s  |
| 2018  | Challenge Peguera-Mallorca     | Espagne          | Médaille d'or      | 4 h 26 min 57 s  |
| 2017  | Ironman Italie                 | Italie           | Médaille d'or      | 9 h 6 min 39 s   |
| 2017  | Ironman Royaume-Uni            | Royaume-Uni      | Médaille d'or      | 9 h 39 min 48 s  |
| 2017  | Ironman Pays-de-Galles         | Royaume-Uni      | Médaille d'or      | 10 h 11 min 20 s |
| 2017  | Ironman Lanzarote              | Espagne          | Médaille de bronze | 9 h 50 min 22 s  |
| 2017  | Ironman 70.3 Staffordshire     | Royaume-Uni      | Médaille d'or      | 4 h 28 min 9 s   |
| 2016  | Ironman 70.3 Staffordshire     | Royaume-Uni      | Médaille d'or      | 4 h 28 min 9 s   |
| 2016  | Ironman Royaume-Uni            | Royaume-Uni      | Médaille d'or      | 9 h 26 min 3 s   |
| 2016  | Ironman Afrique du Sud         | Afrique du Sud   | Médaille de bronze | 9 h 11 min 43 s  |
| 2016  | Ironman Nouvelle-Zélande       | Nouvelle-Zélande | Médaille d'argent  | 9 h 5 min 8 s    |
| 2015  | Ironman 70.3 Staffordshire     | Royaume-Uni      | Médaille d'or      | 4 h 31 min 9 s   |
| 2015  | Challenge Walchsee-Kaiserwinkl | Autriche         | Médaille d'argent  | 4 h 25 min 19 s  |
| 2015  | Ironman Royaume-Uni            | Royaume-Uni      | Médaille d'or      | 9 h 31 min 58 s  |
| 2015  | Ironman Afrique du Sud         | Afrique du Sud   | Médaille d'argent  | 9 h 31 min 20 s  |
| 2014  | Ironman 70.3 Lanzarote         | Espagne          | Médaille d'argent  | 4 h 50 min 4 s   |
| 2014  | Ironman Lanzarote              | Espagne          | Médaille d'or      | 9 h 41 min 40 s  |
| 2013  | Ironman Pays-de-Galles         | Royaume-Uni      | Médaille d'or      | 9 h 51 min 21 s  |
| 2013  | Ironman Royaume-Uni            | Royaume-Uni      | Médaille d'or      | 9 h 29 min 12 s  |
| 2013  | Challenge Barcelona-Maresme    | Espagne          | Médaille d'or      | 8 h 58 min 43 s  |
| 2011  | Ironman 70.3 Irlande           | Irlande          | Médaille d'or      | 4 h 21 min 9 s   |

| Année | Compétition                                       | Pays        | Position          | Temps           |
| ----- | ------------------------------------------------- | ----------- | ----------------- | --------------- |
| 2013  | Championnats d'Europe de duathlon longue distance | Pays-Bas    | Médaille d'or     | 2 h 58 min 55 s |
| 2012  | Championnats d'Europe de duathlon longue distance | Pays-Bas    | Médaille d'or     | 3 h 4 min 50 s  |
| 2012  | Powerman Duathlon                                 | Suisse      | Médaille d'argent | 7 h 10 min 9 s  |
| 2012  | Championnats de Grande-Bretagne                   | Royaume-Uni | Médaille d'or     | 1 h 0 min 43 s  |